# 1554 Yugoslavia
Az 1554 Yugoslavia (ideiglenes jelöléssel 1940 RE) a Naprendszer kisbolygóövében található aszteroida. Milorad B. Protić fedezte fel 1940. szeptember 6-án.